# Thure Holmgren
Thure Alexander Reinhold Holmgren, född 17 juli 1898 i Malmö, död 24 februari 1963 i Åhus församling, var en svensk målare. Holmgren var som konstnär autodidakt. Hans konst består av stämningsmättade strandmotiv, med molnig luft, samt dekorativa arbeten i samlingslokaler. Holmgren är begravd på Åhus nya begravningsplats.  